# إيزي ليون
إيزي ليون هو لاعب كرة قاعدة كوبي، ولد في 4 يناير 1911 في Cruces, Cuba ‏ في كوبا، وتوفي في 25 يوليو 2002 في ميامي في الولايات المتحدة.

## وصلات خارجية
- إيزي ليون على موقع دوري كرة القاعدة الرئيسي (الإنجليزية)
- إيزي ليون على موقعبيزبول رفرنس.كوم (الدوري الرئيسي) (الإنجليزية)
- إيزي ليون على موقعبيزبول رفرنس.كوم (الدوري الثانوي) (الإنجليزية)